# Wilhelm II (hrabia Ravensbergu)
Wilhelm (ur. ok. 1382, zm. 22 listopada 1428 w Bielefeld) – hrabia Ravensbergu jako Wilhelm II od 1404, od 1401 do 1414 biskup-elekt Paderborn.

## Życiorys
Wilhelm był trzecim synem Wilhelma I, księcia Bergu i hrabiego Ravensbergu, oraz Anny, córki palatyna reńskiego Ruprechta II z rodu Wittelsbachów. Dzięki poparciu swego wuja Ruprechta z Palatynatu został wybrany na stanowisko biskupa Paderborn, a po wyborze wuja na (brata matki) króla Niemiec w 1401 zatwierdzony na tym stanowisku przez papieża Bonifacego IX (nigdy jednak nie przyjął święceń). W 1404 wraz ze starszymi braćmi (w tym Adolfem) wystąpił zbrojnie przeciwko ojcu i w wyniku tego otrzymał hrabstwo Ravensbergu. W kolejnym roku występował z kolei po stronie ojca przeciwko Adolfowi.
Wilhelm toczył liczne konflikty z sąsiadami. Powiększył znacząco terytorium biskupstwa Paderborn. Jednak jego próby przeprowadzenia reform klasztorów w biskupstwie doprowadziły do powstania opozycji wobec niego. W efekcie w 1414 został zmuszony do rezygnacji z godności biskupiej. Podjął natomiast starania o opróżnione w tym samym roku stanowisko arcybiskupi Kolonii. Wybrany przez mniejszość kapituły w opozycji do Dytryka z Moers próbował objąć kontrolę nad arcybiskupstwem, wspierany przez swego brata Adolfa i hrabiego Mark Gerarda. Ostatecznie w 1416 zrezygnował ze swych roszczeń do Kolonii w zamian za odszkodowanie finansowe ze strony Dytryka z Moers, ożenił się też z Adelajdą, córką hrabiego Tecklenburga Mikołaja II. Miał jednego syna, Gerarda, który odziedziczył po nim hrabstwo Ravensbergu.